# Loening C-2
El Loening C-2 Air Yacht fue un avión de línea anfibio producido en los Estados Unidos a finales de los años 20, desarrollado del avión de observación OL que la firma Loening estaba produciendo para los militares estadounidenses.

## Diseño y desarrollo
Era un biplano de dos vanos de diseño no convencional, con un fuselaje alto y estrecho que prácticamente ocupaba el hueco entre las alas. El piloto (y a veces un pasajero) se sentaba en una cabina abierta en lo alto del fuselaje, con el motor montado en frente de ellos. Debajo del fuselaje había un largo flotador de estilo "calzador", que se extendía hacia delante por debajo del motor y de la hélice. De cuatro a seis pasajeros se podían acomodar en una cabina totalmente cerrada situada en el fuselaje. Las unidades principales del tren de aterrizaje se retraían en huecos a los lados del mismo. Flotadores estabilizadores fueron ajustados contra los bajos del ala inferior.
El C-2 se produjo en dos versiones, el C-2C con un motor Wright Cyclone y el C-2H con un Pratt & Whitney Hornet. Dos ejemplares de esta última versión fueron evaluados por el Cuerpo de Marines de los Estados Unidos como ambulancias aéreas, bajo la designación XHL-1.

## Variantes
C-2C
Versión motorizada con el Wright Cyclone, 23 construidos.
C-2H
Versión motorizada con el Pratt & Whitney Hornet, 13 construidos, más uno convertido desde C-2C.
XHL-1
Designación aplicada por la Armada de los Estados Unidos, a dos C-2H, evaluados como ambulancias aéreas.

## Operadores
Estados Unidos
- Cuerpo de Marines de los Estados Unidos
- Air Ferries

## Historia operacional
Un C-2C, modificado desde un OL, fue volado desde Nueva York a Bergen por Thor Solberg en 1935, el primer vuelo de los Estados Unidos a Noruega. Solberg bautizó el avión Leiv Eiriksson y lo usó para volver a trazar aproximadamente el viaje del explorador homónimo a través del Atlántico (aunque de oeste a este, y por aire) vía Groenlandia, Islandia y las Islas Feroe. Este avión está preservado en la actualidad en el Norsk Teknisk Museum en Oslo.
Dos C-2H también fueron usados por la firma Air Ferries en los años 30 antes de que el Puente de la Bahía de Oakland fuera completado, para transportar pasajeros entre Oakland y San Francisco, recortando un viaje normal en ferry de cuarenta minutos, a sólo seis.

## Especificaciones (C-2H)

### Características generales
- Tripulación: Uno (piloto).
- Capacidad: 7 pasajeros.
- Longitud: 10,57 m
- Envergadura: 13,72 m
- Superficie alar: 46,8 m²
- Peso cargado: 2640 kg
- Planta motriz: 1× motor radial Pratt & Whitney Hornet.
  - Potencia: 390 kW (525 hp)

### Rendimiento
- Velocidad nunca excedida (Vne): 190 km/h
- Techo de vuelo: 4300 m (14000 pies)

### Desarrollos relacionados
- Loening C-1

### Secuencias de designación
- Secuencia C-_ (interna de Loening): C-1 - C-2 - C-4 - C-5 - C-6
- Secuencia H_L (Aviones Hospital de la Armada estadounidense, 1929-1942 (Loening, 1923-1933)): HL

### Listas relacionadas
- Anexo:Aeronaves militares de los Estados Unidos (navales)